# Campionati africani di atletica leggera 2014 - Decathlon
Il concorso del decathlon maschile ai Campionati africani di atletica leggera di Marrakech 2014 si è svolto il 10 e 11 agosto 2014 allo Stade de Marrakech in Marocco.

## Podio
| Oro     | Larbi Bourrada    |
| Argento | Guillaume Thierry |
| Bronzo  | Atsu Nyamadi      |

## Risultati

### 100 metri
Vento:
Gruppo 1: +1.0 m/s, Gruppo 2: +1.0 m/s
| Class | Gruppo | Nome                | Nazione      | Tempo | Punti | Notes |
| ----- | ------ | ------------------- | ------------ | ----- | ----- | ----- |
| 1     | 1      | Larbi Bourrada      | Algeria      | 10.90 | 883   |       |
| 2     | 2      | Willem Coertzen     | Sudafrica    | 10.99 | 863   |       |
| 3     | 2      | Ahmed Saber Ahmed   | Egitto       | 11.28 | 799   |       |
| 4     | 1      | Atsu Nyamadi        | Ghana        | 11.29 | 797   |       |
| 5     | 1      | Walid Nsiri         | Tunisia      | 11.43 | 767   |       |
| 6     | 2      | Guillaume Thierry   | Mauritius    | 11.52 | 748   |       |
| 7     | 2      | Florent Lomba       | RD del Congo | 11.53 | 746   |       |
| 8     | 1      | Ali Kamé            | Madagascar   | 11.60 | 732   |       |
| 9     | 2      | Louis Fabrice Rajah | Mauritius    | 11.76 | 699   |       |

### Salto in lungo
| Class | Atleta              | Nazione      | #1    | #2    | #3    | Risultati | Punti | Note | Totale |
| ----- | ------------------- | ------------ | ----- | ----- | ----- | --------- | ----- | ---- | ------ |
| 1     | Larbi Bourrada      | Algeria      | 7.45  | 7.38w | 7.15  | 7.45      | 922   |      | 1805   |
| 2     | Atsu Nyamadi        | Ghana        | x     | 7.31  | 7.32w | 7.32w     | 891   |      | 1688   |
| 3     | Willem Coertzen     | Sudafrica    | 7.25  | 7.06  | 7.21  | 7.25      | 874   |      | 1737   |
| 4     | Guillaume Thierry   | Mauritius    | 6.94w | 6.87  | x     | 6.94w     | 799   |      | 1547   |
| 5     | Florent Lomba       | RD del Congo | 6.61  | 6.76w | 6.52  | 6.76w     | 757   |      | 1503   |
| 6     | Walid Nsiri         | Tunisia      | 6.75  | 6.62w | 6.20  | 6.75      | 755   |      | 1522   |
| 7     | Louis Fabrice Rajah | Mauritius    | x     | 6.47  | 6.46  | 6.47      | 691   |      | 1390   |
| 8     | Ali Kamé            | Madagascar   | x     | x     | 6.40w | 6.40w     | 675   |      | 1407   |
| 9     | Ahmed Saber Ahmed   | Egitto       | 5.74  | 5.93  | 5.74  | 5.93      | 571   |      | 1370   |

### Getto del peso
| Class | Atleta              | Nazione      | #1    | #2    | #3    | Risultati | Punti | Note | Totale |
| ----- | ------------------- | ------------ | ----- | ----- | ----- | --------- | ----- | ---- | ------ |
| 1     | Willem Coertzen     | Sudafrica    | 13.82 | 13.88 | 13.73 | 13.88     | 721   |      | 2458   |
| 2     | Guillaume Thierry   | Mauritius    | 13.38 | 13.52 | 13.39 | 13.52     | 699   |      | 2246   |
| 3     | Ahmed Saber Ahmed   | Egitto       | 13.46 | 13.02 | 12.82 | 13.46     | 695   |      | 2065   |
| 4     | Atsu Nyamadi        | Ghana        | 11.85 | 12.81 | 13.40 | 13.40     | 692   |      | 2380   |
| 5     | Larbi Bourrada      | Algeria      | 13.06 | 13.20 | 12.68 | 13.20     | 679   |      | 2484   |
| 6     | Walid Nsiri         | Tunisia      | 12.06 | 12.76 | x     | 12.76     | 653   |      | 2175   |
| 7     | Ali Kamé            | Madagascar   | 11.86 | x     | 12.39 | 12.39     | 630   |      | 2037   |
| 8     | Louis Fabrice Rajah | Mauritius    | 12.08 | 11.96 | 11.77 | 12.08     | 611   |      | 2001   |
| 9     | Florent Lomba       | RD del Congo | 11.61 | 11.86 | 11.59 | 11.86     | 598   |      | 2101   |

### Salto in alto
| Class | Atleta              | Nazione      | 1.50 | 1.62 | 1.65 | 1.68 | 1.74 | 1.77 | 1.80 | 1.83 | 1.86 | 1.89 | 1.92 | 1.95 | 1.98 | 2.01 | 2.04 | 2.07 | Risultati | Punti | Note | Total |
| ----- | ------------------- | ------------ | ---- | ---- | ---- | ---- | ---- | ---- | ---- | ---- | ---- | ---- | ---- | ---- | ---- | ---- | ---- | ---- | --------- | ----- | ---- | ----- |
| 1     | Larbi Bourrada      | Algeria      | –    | –    | –    | –    | –    | –    | –    | –    | o    | –    | o    | xo   | o    | o    | xo   | xxx  | 2.04      | 840   |      | 3324  |
| 2     | Florent Lomba       | RD del Congo | –    | –    | –    | –    | –    | o    | –    | o    | o    | o    | xxo  | xxo  | xxo  | xxx  |      |      | 1.98      | 785   |      | 2886  |
| 3     | Ali Kamé            | Madagascar   | –    | –    | –    | –    | o    | o    | o    | o    | o    | o    | xxo  | xxx  |      |      |      |      | 1.92      | 731   |      | 2768  |
| 4     | Willem Coertzen     | Sudafrica    | –    | –    | –    | –    | –    | –    | –    | o    | –    | xo   |      |      |      |      |      |      | 1.89      | 705   |      | 3163  |
| 5     | Louis Fabrice Rajah | Mauritius    | –    | –    | –    | –    | –    | o    | o    | o    | xo   | xxo  | xxx  |      |      |      |      |      | 1.89      | 705   |      | 2706  |
| 5     | Guillaume Thierry   | Mauritius    | –    | –    | –    | –    | –    | –    | o    | o    | xo   | xxo  | xxx  |      |      |      |      |      | 1.89      | 705   |      | 2951  |
| 7     | Ahmed Saber Ahmed   | Egitto       | –    | –    | –    | –    | o    | o    | xo   | o    | xo   | xxo  | xxx  |      |      |      |      |      | 1.89      | 705   |      | 2770  |
| 8     | Atsu Nyamadi        | Ghana        | –    | –    | –    | –    | –    | –    | xo   | xo   | xxo  |      |      |      |      |      |      |      | 1.86      | 679   |      | 3059  |
| 9     | Walid Nsiri         | Tunisia      | o    | xxo  | xxo  | xxx  |      |      |      |      |      |      |      |      |      |      |      |      | 1.65      | 504   |      | 2679  |

### 400 metri
| Class | Corsia | Nome                | Nazione      | Tempo | Punti | Note | Totale |
| ----- | ------ | ------------------- | ------------ | ----- | ----- | ---- | ------ |
| 1     | 1      | Larbi Bourrada      | Algeria      | 48.33 | 893   |      | 4217   |
| 2     | 7      | Walid Nsiri         | Tunisia      | 49.70 | 828   |      | 3507   |
| 3     | 5      | Atsu Nyamadi        | Ghana        | 50.06 | 812   |      | 3871   |
| 4     | 2      | Florent Lomba       | RD del Congo | 50.67 | 784   |      | 3670   |
| 5     | 4      | Ahmed Saber Ahmed   | Egitto       | 51.54 | 745   |      | 3515   |
| 6     | 8      | Guillaume Thierry   | Mauritius    | 51.91 | 729   |      | 3680   |
| 7     | 6      | Ali Kamé            | Madagascar   | 52.47 | 704   |      | 3472   |
| 8     | 3      | Louis Fabrice Rajah | Mauritius    | 53.26 | 671   |      | 3377   |
| dnf   |        | Willem Coertzen     | Sudafrica    | dns   | 0     |      | dnf    |

### 110 metri ostacoli
Vento: +0.2 m/s
| Class | Corsia | Nome                | Nazione      | Tempo | Punti | Note   | Totale |
| ----- | ------ | ------------------- | ------------ | ----- | ----- | ------ | ------ |
| 1     | 4      | Larbi Bourrada      | Algeria      | 14.33 | 932   |        | 5149   |
| 2     | 6      | Florent Lomba       | RD del Congo | 15.00 | 850   |        | 4520   |
| 3     | 7      | Guillaume Thierry   | Mauritius    | 15.09 | 839   |        | 4519   |
| 4     | 3      | Atsu Nyamadi        | Ghana        | 15.24 | 821   |        | 4692   |
| 5     | 8      | Ali Kamé            | Madagascar   | 15.28 | 816   |        | 4288   |
| 6     | 5      | Louis Fabrice Rajah | Mauritius    | 15.40 | 802   |        | 4179   |
| 7     | 2      | Walid Nsiri         | Tunisia      | 17.20 | 604   |        | 4111   |
| dq    | 1      | Ahmed Saber Ahmed   | Egitto       | dq    | 0     | R162.5 | 3515   |

### Lancio del disco
| Class | Atleta              | Nazione      | #1    | #2    | #3    | Risultati | Punti | Note | Totale |
| ----- | ------------------- | ------------ | ----- | ----- | ----- | --------- | ----- | ---- | ------ |
| 1     | Atsu Nyamadi        | Ghana        | 34.65 | 43.93 | –     | 43.93     | 745   |      | 5437   |
| 2     | Guillaume Thierry   | Mauritius    | 41.89 | 41.83 | 41.02 | 41.89     | 703   |      | 5222   |
| 3     | Walid Nsiri         | Tunisia      | 35.97 | 38.06 | 41.13 | 41.13     | 688   |      | 4799   |
| 4     | Larbi Bourrada      | Algeria      | 34.22 | 39.08 | 39.99 | 39.99     | 664   |      | 5813   |
| 5     | Ali Kamé            | Madagascar   | 36.86 | 36.38 | 35.52 | 36.86     | 601   |      | 4889   |
| 6     | Florent Lomba       | RD del Congo | 33.91 | 31.86 | 31.52 | 33.91     | 542   |      | 5062   |
| 7     | Louis Fabrice Rajah | Mauritius    | x     | 31.53 | 32.16 | 32.16     | 507   |      | 4686   |
| dnf   | Ahmed Saber Ahmed   | Egitto       |       |       |       | dns       | 0     |      | dnf    |

### Salto con l'asta
| Class | Atleta              | Nazione      | 3.50 | 3.60 | 3.70 | 3.80 | 3.90 | 4.00 | 4.10 | 4.20 | 4.30 | 4.40 | 4.50 | 4.60 | 4.70 | 4.80 | 4.90 | 5.00 | Risultati | Punti | Note | Totale |
| ----- | ------------------- | ------------ | ---- | ---- | ---- | ---- | ---- | ---- | ---- | ---- | ---- | ---- | ---- | ---- | ---- | ---- | ---- | ---- | --------- | ----- | ---- | ------ |
| 1     | Larbi Bourrada      | Algeria      | –    | –    | –    | –    | –    | –    | –    | –    | –    | –    | o    | –    | o    | o    | xo   | xxx  | 4.90      | 880   |      | 6693   |
| 2     | Guillaume Thierry   | Mauritius    | –    | –    | –    | –    | –    | xxo  | –    | o    | –    | xo   | xo   | xxx  |      |      |      |      | 4.50      | 760   |      | 5982   |
| 3     | Florent Lomba       | RD del Congo | –    | –    | –    | o    | –    | o    | o    | xo   | xxx  |      |      |      |      |      |      |      | 4.20      | 673   |      | 5735   |
| 4     | Ali Kamé            | Madagascar   | –    | –    | –    | o    | –    | o    | o    | xxx  |      |      |      |      |      |      |      |      | 4.10      | 645   |      | 5534   |
| 4     | Louis Fabrice Rajah | Mauritius    | –    | o    | o    | o    | o    | o    | o    | xxx  |      |      |      |      |      |      |      |      | 4.10      | 645   |      | 5331   |
| 6     | Walid Nsiri         | Tunisia      | o    | xo   | xxo  | xxx  |      |      |      |      |      |      |      |      |      |      |      |      | 3.70      | 535   |      | 5334   |
| nm    | Atsu Nyamadi        | Ghana        |      |      |      |      |      |      |      |      |      |      |      |      |      |      |      |      | nm        | 0     |      | 5437   |

### Lancio del giavellotto
| Class | Atleta              | Nazione      | #1    | #2    | #3    | Risultati | Punti | Note | Totale |
| ----- | ------------------- | ------------ | ----- | ----- | ----- | --------- | ----- | ---- | ------ |
| 1     | Larbi Bourrada      | Algeria      | 64.60 | 61.71 | 57.77 | 64.60     | 807   |      | 7500   |
| 2     | Atsu Nyamadi        | Ghana        | 63.33 | x     | x     | 63.33     | 788   |      | 6225   |
| 3     | Guillaume Thierry   | Mauritius    | 56.57 | 60.94 | 57.47 | 60.94     | 752   |      | 6734   |
| 4     | Ali Kamé            | Madagascar   | 57.78 | x     | 54.16 | 57.78     | 704   |      | 6238   |
| 5     | Louis Fabrice Rajah | Mauritius    | 45.11 | 45.47 | 50.75 | 50.75     | 600   |      | 5931   |
| 6     | Florent Lomba       | RD del Congo | 45.02 | 49.08 | x     | 49.08     | 575   |      | 6310   |
| 7     | Walid Nsiri         | Tunisia      | x     | 46.15 | 41.67 | 46.15     | 532   |      | 5866   |

### 1500 metri
| Class | Atleta              | Nazione      | Tempo   | Punti | Note |
| ----- | ------------------- | ------------ | ------- | ----- | ---- |
| 1     | Larbi Bourrada      | Algeria      | 4:20.05 | 811   |      |
| 2     | Walid Nsiri         | Tunisia      | 4:29.68 | 747   |      |
| 3     | Atsu Nyamadi        | Ghana        | 4:33.58 | 721   |      |
| 4     | Ali Kamé            | Madagascar   | 4:56.32 | 581   |      |
| 5     | Guillaume Thierry   | Mauritius    | 4:56.81 | 578   |      |
| 6     | Louis Fabrice Rajah | Mauritius    | 4:58.85 | 566   |      |
| 7     | Florent Lomba       | RD del Congo | 5:02.06 | 548   |      |

### Risultati finali
The highest mark recorded in each event is highlighted in yellow
| Class   | Atleta              | Nazione      | 100m  | LJ    | SP    | HJ   | 400m  | 110m H | DT    | PV   | JT    | 1500m   | Punti | Notes |
| ------- | ------------------- | ------------ | ----- | ----- | ----- | ---- | ----- | ------ | ----- | ---- | ----- | ------- | ----- | ----- |
| Oro     | Larbi Bourrada      | Algeria      | 10.90 | 7.45  | 13.20 | 2.04 | 48.33 | 14.33  | 39.99 | 4.90 | 64.60 | 4:20.05 | 8311  |       |
| Argento | Guillaume Thierry   | Mauritius    | 11.52 | 6.94w | 13.52 | 1.89 | 51.91 | 15.09  | 41.89 | 4.50 | 60.94 | 4:56.81 | 7312  |       |
| Bronzo  | Atsu Nyamadi        | Ghana        | 11.29 | 7.32w | 13.40 | 1.86 | 50.06 | 15.24  | 43.93 | nm   | 63.33 | 4:33.58 | 6946  |       |
| 4       | Florent Lomba       | RD del Congo | 11.53 | 6.76w | 11.86 | 1.98 | 50.67 | 15.00  | 33.91 | 4.20 | 49.08 | 5:02.06 | 6858  |       |
| 5       | Ali Kamé            | Madagascar   | 11.60 | 6.40w | 12.39 | 1.92 | 52.47 | 15.28  | 36.86 | 4.10 | 57.78 | 4:56.32 | 6819  |       |
| 6       | Walid Nsiri         | Tunisia      | 11.43 | 6.75  | 12.76 | 1.65 | 49.70 | 17.20  | 41.13 | 3.70 | 46.15 | 4:29.68 | 6613  |       |
| 7       | Louis Fabrice Rajah | Mauritius    | 11.76 | 6.47  | 12.08 | 1.89 | 53.26 | 15.40  | 32.16 | 4.10 | 50.75 | 4:58.85 | 6497  |       |
| dnf     | Ahmed Saber Ahmed   | Egitto       | 11.28 | 5.93  | 13.46 | 1.89 | 51.54 | dq     | dns   | –    | –     | –       | dnf   |       |
| dnf     | Willem Coertzen     | Sudafrica    | 10.99 | 7.25  | 13.88 | 1.89 | dns   | –      | –     | –    | –     | –       | dnf   |       |